# Táo Fuji
Táo Phú Sĩ hay Táo Fuji là một giống táo đường (táo đỏ) lai được phát hiện và nhân rộng bởi các chuyên gia cây trồng tại Trạm nghiên cứu Tohoku (農林省園芸試験場東北支場: Nông lâm tỉnh, viên nghiệp thí nghiệm trường, Đông Bắc chi trường) thuộc thị trấn Fujisaki, Aomori, Nhật Bản vào những năm 1930 và được đưa ra thị trường trong năm 1962. Nó là giống táo được lai chéo giữa hai giống táo Mỹ (Delicious đỏ) và giống Virginia Ralls Genet. Cái tên Phú Sĩ (Fuji) của loại táo này không phải đặt để chỉ về núi Phú Sĩ như cách hiểu phổ biến mà nó được đặt tên cho thị trấn Fujisaki (vị trí của Trạm nghiên cứu Tohuku).
Tại Việt Nam, từ trước đến nay, táo Fuji được biết đến thông qua con đường nhập khẩu từ Trung Quốc, những trái táo Fuji đẹp, hấp dẫn có xuất xứ Trung Quốc rất được ưa chuộng và phổ biến trên thị trường (cùng với đó những tai tiếng về vệ sinh an toàn thực phẩm) đến mức người tiêu dùng và các phương tiện truyền thông báo chí thường gọi táo Fuji bằng tên gọi táo Trung Quốc  và từ trước đến nay người tiêu dùng ở Việt Nam đều gọi chung các loại táo nhập từ Trung Quốc là táo Trung Quốc (tuy nhiên cần phân biệt với táo tàu cũng là một loại táo khác từ Trung Quốc)

## Đặc điểm

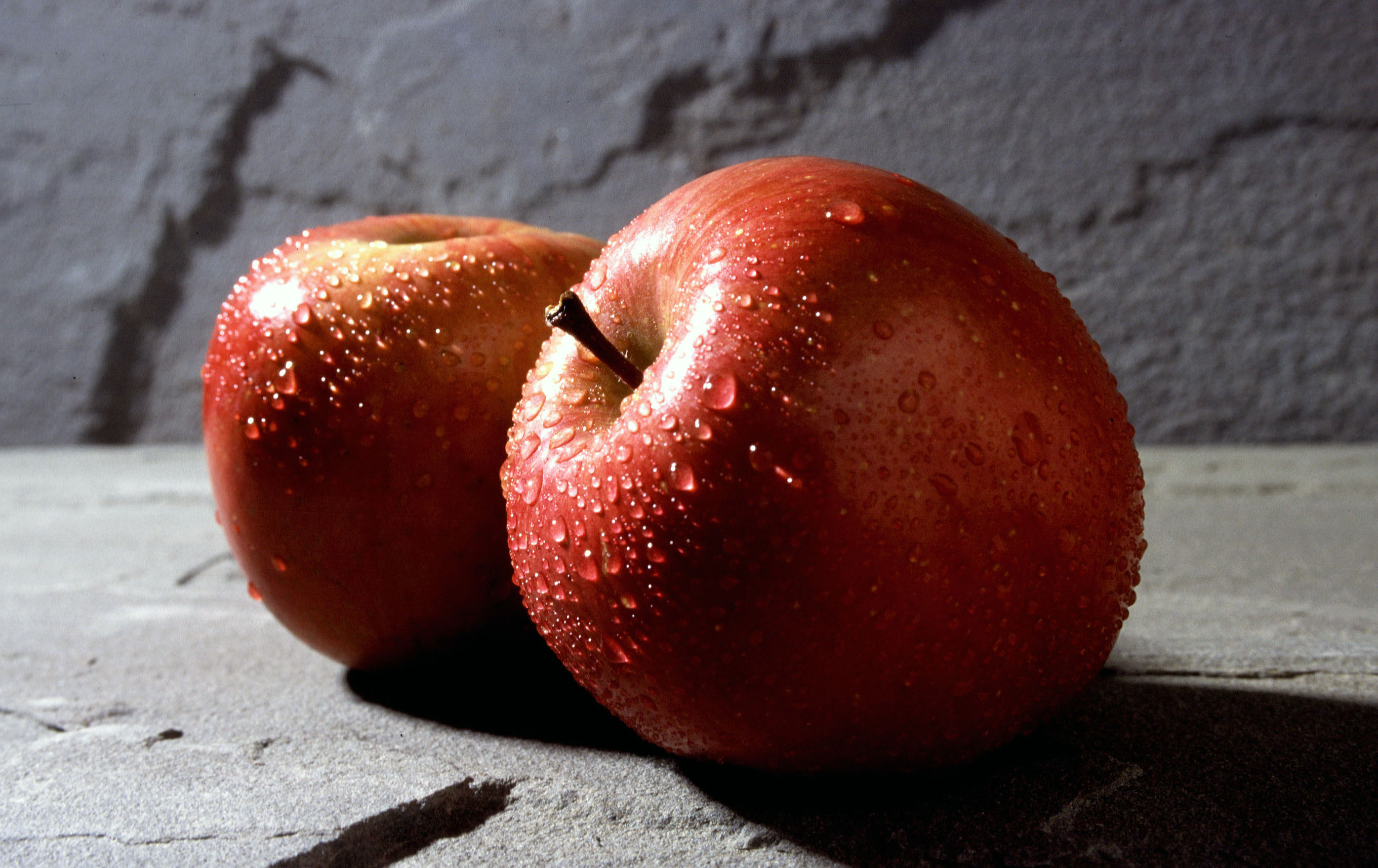
Hai trái táo Fuji với đặc trưng to, đỏ, căng tròn săn chắc

Về bề ngoài, táo Fuji thường tròn và dao động từ lớn đến rất lớn, với đường kính trung bình 75mm. Trong táo có chứa từ 9-11% các loại đường theo trọng lượng và có một xác thịt dày, dòn và rất ngọt hơn so với nhiều giống táo khác, làm cho chúng phổ biến với người tiêu dùng trên toàn thế giới. Táo Fuji cũng có tuổi thọ cao hơn rất nhiều với quả táo khác, ngay cả khi không trong môi trường đông lạnh. Trong môi trường đông lạnh lạnh, táo Fuji có thể vẫn còn tươi cho đến một năm. 
Trên thị trường Việt Nam, các giống táo Fuji từ Trung Quốc đều có màu sắc đẹp mắt, vỏ bóng, màu sắc đẹp, ăn giòn và ngọt  và táo Trung Quốc quả thường tròn, được bọc trong lưới xốp (lưu ý khi bóc lưới xốp ra thấy rất nhiều hạt trắng mịn đọng trên vỏ quả, đó là do hóa chất bảo quản vỏ bị bay hơi).
Táo Phú Sĩ có nhiều loại, đã có thêm gần 30 biến thể táo Phú Sĩ được lai tạo ở nhiều nước, trong đó có 20 giống đã được cấp bằng sáng chế. Cụ thể một số loại được biết đến là ở Việt Nam, hai loại táo Fuji nhập từ Nhật và Mỹ như táo Ambrosia Mỹ (quả to, dài, có màu đỏ xen lẫn vàng kem, ngọt, giòn và rất thơm), táo Ambrosia quả to, dài, có màu đỏ xen lẫn vàng kem, ngọt, giòn và rất thơm; Táo Fuji Mỹ (Quả màu đỏ với các chấm đỏ hồng tới đỏ đậm)và Táo Xanh Mỹ (Quả màu xanh lá, vị chua đậm, rất giòn, nhiều nước); Táo Gala (Sọc hồng cam trên nền vàng, khá giòn và ngọt) và có hai loại táo Trung Quốc đẹp, giòn, ngọt, táo bở và táo đường Fuji vỏ bóng đẹp.
Táo New Zealand, Mỹ thì hình dáng hơi vuông (có góc cạnh), cao thành. Với táo Trung Quốc, quả thường tròn và ăn có vị chát, giòn, còn táo New Zealand, Mỹ thì quả thường có góc cạnh, cao thành và có vị ngọt hơn. Mùa thu hoạch táo Trung Quốc thường bắt đầu từ tháng 9 đến tháng 11, vì thế, loại trái cây này cũng được nhập nhiều sang Việt Nam từ tháng 10 năm trước đến tháng 3 năm sau. Đây là lúc táo đang ra hoa, kết quả.

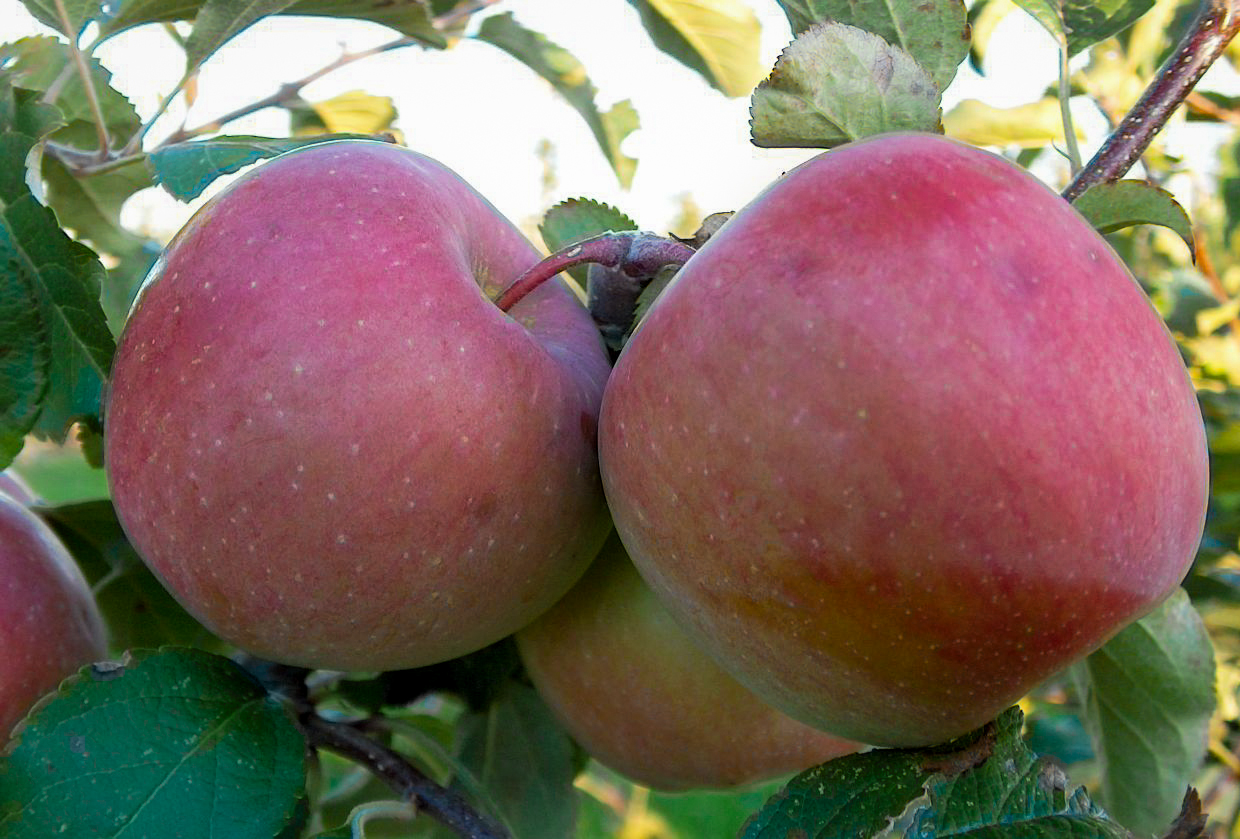
Táo Fuji trên cây

Giống táo Fujji đỏ ở Yên Đài, tỉnh Sơn Đông nổi tiếng với vỏ đỏ hồng và giòn  những trái táo Yên Đài nổi tiếng khi chín rất đẹp mã, trên vỏ có một lớp phấn trắng không loại trừ có chứa thứ bột thuốc trừ sâu từ vỏ bao. Các giống táo chín sớm ở TQ có thể cho thu hoạch khoảng 100 ngày sau khi ra hoa, các loại táo chín vừa khoảng 100-140 ngày và táo chín muộn khoảng 140-175 ngày. Thông thường, do phải cất trữ trong thời gian dài sau khi thu hoạch nên táo phải được thu hoạch trước khi chín hoàn toàn, khoảng từ 7-10 ngày.
Ngoài ra, trên thị trường Việt Nam trong những năm gần đây còn xuất hiện loại Táo Phúc Lộc của Trung Quốc là loại cây độc đáo có in chữ Phúc Lộc bằng chữ Trung Quốc, thân cây được tạo dáng, thế cây cảnh nên vô cùng bắt mắt và được bày bán nhiều tại Thành phố Hồ Chí Minh.

## Sản xuất và bảo quản
Cũng như các loại quả khác, táo Fujji sau thu hoạch sẽ tiếp tục trao đổi chất, tạo ra etylen khi chín. Sau khi thu hoạch, táo sẽ phải trải qua rất nhiều công đoạn xử lý nghiêm ngặt trước khi được đưa đi bảo quản, tiêu thụ hay xuất khẩu. Táo ở Trung Quốc thường được thu hoạch từ tháng 9-10 hàng năm. Suốt thời gian này, do nhiệt độ tương đối cao, vì thế đa số sản phẩm phải được làm lạnh sơ bộ sớm nhất bằng cách dựa vào thời tiết lạnh tự nhiên vào ban đêm ở hầu hết các vùng trồng táo. Sau đó táo sẽ trải qua công đoạn rất quan trọng là xử lý hóa chất bằng cách nhúng rửa sạch quả bằng các loại hóa chất. Việc nhúng rửa táo như vậy có thể làm giảm tác động của các loại bệnh thông thường và cải thiện vỏ ngoài của táo (như độ săn chắc, màu sắc đẹp hơn). Sau khi xử lý hóa chất, táo sẽ được phân loại kỹ dựa trên 4 tiêu chí gồm màu sắc, kích cỡ, thiệt hại cơ khí, sâu bệnh và sâu hại. Phân loại xong, những lô táo đảm bảo đủ các điều kiện để dự trữ bảo quản, sẽ tiếp tục phải trải qua một công đoạn xử lý hóa chất khác, đó là quá trình rửa và đánh bóng.

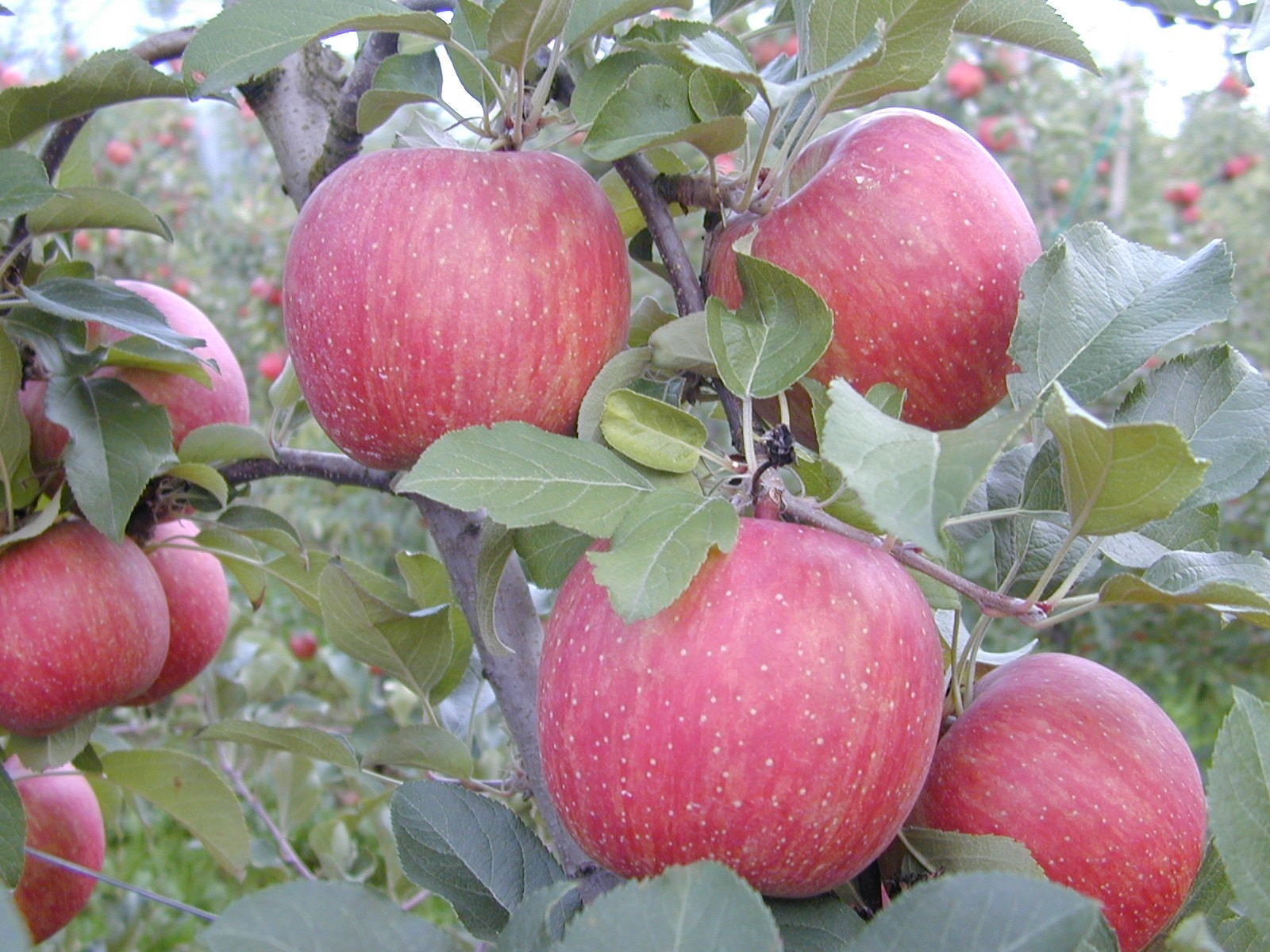
Những quả táo Phú Sĩ đang ở trên cây

Rửa và đánh bóng có tác dụng làm sạch và khử trùng táo trước quá trình vận chuyển và lưu trữ. Quá trình đánh bóng táo có thể hạn chế việc mất nước và mất trọng lượng của quả suốt quá trình vận chuyển và bảo quản, đồng thời có thể làm tăng độ bóng bề mặt quả. Công việc này thường được thực hiện bằng rất nhiều các loại máy chuyên dụng. Kết thúc các quá trình xử lý hóa chất, táo sẽ được đóng gói bằng cách dùng các loại giấy bọc có chứa Difenilamin (C6H5)2NH, một chất chống oxy hóa, giúp bảo vệ vỏ táo hoặc Ethoxyquin để bọc bên ngoài quả. Trước khi vận chuyển đi bảo quản hoặc tiêu thụ nội địa, táo chủ yếu được chứa trong những thùng các-tông. Đối với táo đóng gói xuất khẩu, thường được chứa trong các thùng các-tông làm bằng bìa lót, có làn sóng độ bền cao.
Táo ở Trung Quốc sau khi trải qua các công đoạn xử lý hóa chất như trên, được bảo quản bằng nhiều cách, thời gian có thể kéo dài tới nửa năm mà quả táo vẫn được giữ nguyên chất lượng. Cách bảo quản táo thông dụng nhất tại các vùng trồng táo phía Bắc Trung Quốc bằng cách người ta thường đào các hầm để chứa táo. Trước khi xếp táo vào hầm, người ta thường rải dưới đấy hầm một lớp cát ướt dày, sau đó táo được xếp vào hầm với độ dày khoảng 33–67 cm. Phía trên hầm, thường được phủ bằng các tấm chiếu làm từ cây sậy hoặc rơm để duy trì và kiểm soát nhiệt độ trong hầm. Mặc dù hầm bảo quản khá đơn giản, nhưng bảo quản rất hiệu quả.
Thời gian bảo quản táo trong hầm có thể duy trì được tới 5 tháng. Phương pháp này thường áp dụng đối với táo chín muộn. Tại các vùng trồng táo ở cao nguyên hoàng thổ Trung Quốc như Thiểm Tây và Sơn Tây, thông thường, bảo quản bằng lò nung đối với táo mới thu hoạch thường bắt đầu vào mùa thu và kết thúc vào mùa xuân, hoặc thậm chí là mùa hè. Tại các vùng trồng táo phía Nam Trung Quốc, do nhiệt độ tự nhiên thường rất cao nên táo thường được lưu trữ trong các kho lạnh. Phương pháp bảo quản này có thể giữ táo tươi trong hơn 6 tháng. Ngoài ra, táo ở Trung Quốc còn được bảo quản táo bằng phương pháp kiểm soát không khí hoặc bảo quản đóng gói trong túi nhựa... nhưng do giá thành cao nên chỉ dành cho các loại táo xuất khẩu.

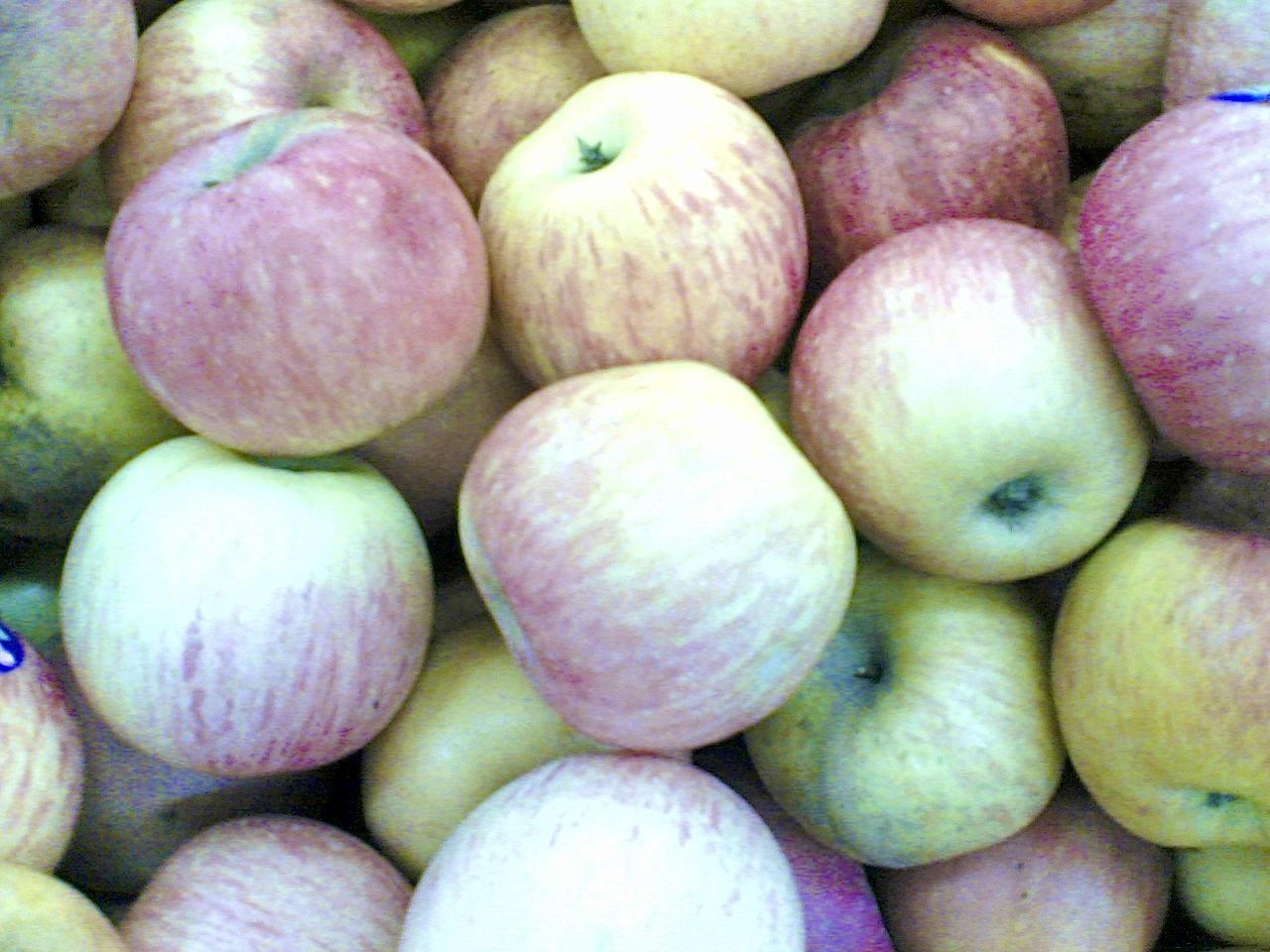
Táo Phú Sĩ

Ngày nay, việc xử lý và bảo quản táo và nhiều loại hoa quả sau thu hoạch thường được kết hợp nhiều phương pháp như: Bọc túi nhựa bảo quản lù nung; bọc túi nhựa bảo quản kho lạnh; bảo quản lạnh kết hợp xử lý hóa chất. Bằng những phương pháp kết hợp này, việc bảo quản hoa quả có thể kéo dài trung bình 5-6 tháng, thậm chí có thể kéo dài 8 tháng, với tỉ lệ hư hỏng rất thấp, chất lượng dinh dưỡng hoa quả vẫn cơ bản được giữ nguyên. Một trong những lý do để quả táo đảm bảo chất lượng trong quá trình vận chuyển là "chiếc áo khoác" mỏng sáp tự nhiên bảo quản quả táo. Táo tươi sau khi thu hoạch được rửa sạch trên dây chuyền công nghiệp hiện đại để loại bỏ bụi, sau đó mỗi quả táo được phủ bóng bằng một lớp sáp ong tự nhiên để bảo vệ táo khỏi vi khuẩn.

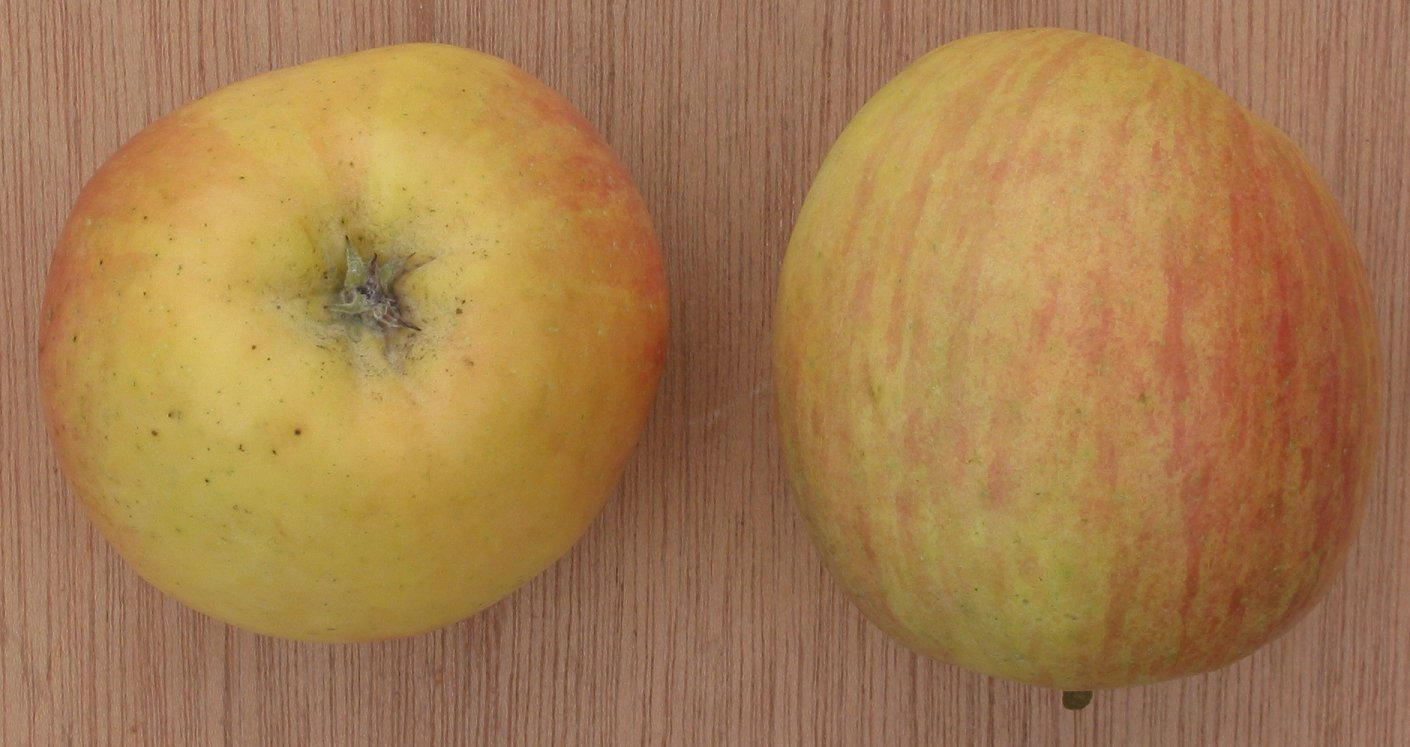

Về lý thuyết chung là như vậy tuy nhiên trên thực tế, nhiều hộ sản xuất táo ở Trung Quốc lại thực hiện việc sản xuất và bảo quản bằng những phương pháp độc hại hơn nhiều và gây ảnh hưởng đến chất lượng táo và quan trọng là ảnh hưởng đến sức khỏe người tiêu dùng. Cụ thể là: Tại Trung Quốc, áo Fuji xuất xứ từ Yên Đài, Sơn Đông và Thê Hà và Chiêu Viễn (Sơn Đông) được trồng bằng phương pháp ủ bọc nhựa tẩm bột có hại cho sức khỏe người dùng, hầu hết nông dân trồng táo đều sử dụng một loại túi tẩm thuốc trừ sâu cấm sử dụng để bọc trái táo từ khi còn xanh. Chất bột trong các bọc nhựa khi trồng táo chính là thiram (một loại thuốc diệt nấm độc hại) và melarsoprol (hợp chất hữu cơ độc hại chứa arsen) hay đó chính là một loại thuốc diệt nấm độc hại và asen - thạch tín. Một cơ quan chức năng địa phương đã tịch thu 200 triệu túi nhựa độc hại và ra lệnh cấm sử dụng phương pháp ủ trái cây này, tuy nhiên một lượng lớn các túi nhựa như thế vẫn đang được sản xuất và cung ứng cho các nông trại trồng táo.
Trung Quốc được sử dụng túi tẩm thuốc sâu để bọc táo từ nhỏ cho tới lúc chín khiến nhiều người lo ngại về tính an toàn khi sử dụng loại trái cây này, Việc sử dụng túi tẩm thuốc sâu để bọc táo từ nhỏ cho tới lúc chín thông qua những chiếc túi có màu vàng nhạt được làm bằng giấy tái chế, bên trong bám đầy những hạt bột trắng, đó chính là thuốc trừ sâu tiếp xúc trực tiếp với quả táo từ lúc còn non. Người dân trồng táo khi buộc túi đều phải dùng găng tay và khẩu trang, nếu không muốn mình bị ngộ độc. Những trái táo sau khi được bọc túi thuốc sâu, khi chín rất đẹp mã và không có dấu hiệu nào của nấm mốc nên bán được giá rất cao. Ngoài ra, táo Trung Quốc còn được bảo quản bằng phương pháp độc hại khác đó là được bảo quản bằng sáp nến công nghiệp như vậy có thể để cả nửa năm mà không bị hư, thối. Ngoài việc giúp cho trái táo có mã đẹp, tươi sáng và láng mượt việc bôi sáp nên còn giúp táo bảo quản được lâu hơn. Những trái táo được bảo quản bằng sáp nến công nghiệp như vậy có thể để cả nửa năm mà không bị hư thối.

## Sản lượng và tiêu thụ
Biểu đồ thể hiện sản lượng táo nói chung trên toàn thế giới và sản tỷ lệ % sản lượng táo Fuji.
| Trung Quốc | 33 265 186        | Trong đó Táo Fuji chiếm 80% tổng sản lượng               |
| Hoa Kỳ | 4 212 330         | Trong đó sản lượng táo Fuji đạt 135.000 tấn/năm          |
| Thổ Nhĩ Kỳ | 2 600 000         | Chưa có thông tin                                        |
| Ý | 2 204 970         | Chưa có thông tin                                        |
| Ấn Độ | 2 163 400         | Bị táo Fuji nhập khẩu của Trung Quốc cạnh tranh mạnh     |
| Ba Lan | 1 858 970         | Chưa có thông tin                                        |
| Pháp | 1 711 230         | Chưa có thông tin                                        |
| Iran | 1 662 430         | Chưa có thông tin                                        |
| Brazil | 1 275 850         | Chưa có thông tin                                        |
| Chile | 1 100 000         | Chưa có thông tin                                        |
| Nhật Bản | Chưa có thông tin | 900.000 tấn táo Fuji/năm trong đó 500.000 tấn của Aomori |
| Toàn cầu | 69 569 612        | A                                                        |
| No symbol = official figure, F = FAO estimate, Im = FAO data based on imputation methodology, A = May include official, semi-official or estimated data Source: Lưu trữ ngày 16 tháng 10 năm 2016 tại Wayback Machine |                   |                                                          |

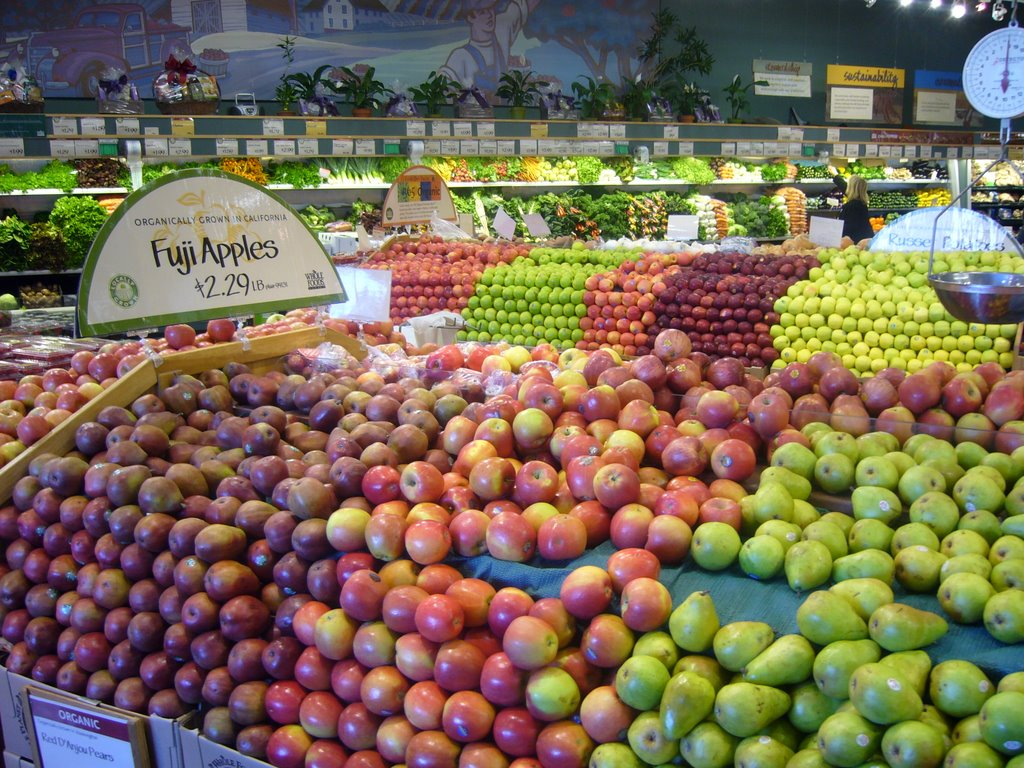
Táo Phú Sĩ trong các sạp hàng ở siêu thị

Trung Quốc là quốc gia sản xuất tới 40% giống táo đường của thế giới. Trong đó chủ yếu là giống táo đỏ Fuji, là loại táo giòn, ngọt, thơm với nguồn gốc của giống táo này là từ Úc và là nước sản xuất táo Fuji lớn nhất thế giới với tổng sản lượng táo khoảng 25 triệu tấn/năm, chiếm 34% tổng số sản lượng táo toàn thế giới. Trong số đó có khoảng 4% được xuất khẩu vào các thị trường chính như Nga, Philippines, Indonesia và EU ngoài ra còn xuất sang Việt Nam và Ấn Độ. Trong đó, táo Phú Sĩ chiếm tới 80% trong tổng số 32 triệu tấn táo nước này sản xuất hằng năm (44% sản lượng thế giới), trong đó 7,1 triệu tấn dành cho xuất khẩu. Trung Quốc hiện có 650 công ty xuất khẩu táo.
Nhờ giá thành rẻ hơn so với các loại khác nên mặt hàng này bán khá chạy tính chung, hơn 30 năm qua, các nhà xuất khẩu nước táo cô đặc Trung Quốc đã tăng từ 10.000 thùng lên đến gần nửa tỷ thùng mỗi năm; và ngày nay Trung Quốc chiếm lĩnh hơn một nửa thị trường Mỹ Một báo cáo cho biết tổng sản lượng thu hoạch táo Fuji Trung Quốc năm 2011 dự kiến tăng từ 4 – 5% so với nên vụ trước và đạt khoảng 35 triệu tấn. Sản lượng thu hoạch tăng mạnh nhất tại các vùng trồng ở các tỉnh Cam Túc, Hà Bắc và Thiểm Tây với tỷ lệ ước tính lần lượt là 30%, 20% và 10%. Táo Fuji chủ yếu được trồng tại tỉnh Sơn Đông. Sản lượng thu hoạch táo Fuji tại tỉnh Sơn Đông năm 2011 lại giảm sút từ 20 – 30% do thời tiết ẩm và se lạnh trong thời gian cây táo ra hoa.
Thương hiệu táo nổi tiếng nhất của Trung Quốc chính là Hồng Phú Sĩ ở đất Yên Đài, tỉnh Sơn Đông, Trung Quốc, vùng Yên Đài l nơi được xem là thủ đô táo của Trung Quốc dùng những chiếc túi tẩm thuốc sâu để bọc táo khi còn non, táo chín sẽ rất đẹp mã và không có dấu hiệu nào của nấm mốc bán được giá cao Những trái táo sau khi được bọc túi thuốc sâu, khi chín rất Chỉ tính riêng các chợ đầu mối lớn tại Bắc Kinh mỗi năm đã tiêu thụ hơn 10 vạn tấn táo Hồng Phú Sĩ. Loại táo Hồng Phú Sĩ táo Hồng Phú Sĩ hay còn được gọi là táo đỏ Fuji. Loại táo này chiếm đến 40% lượng cung cấp trên thị trường thế giới. Nó không chỉ tiêu thụ trong nội địa Trung Quốc mà còn xuất bán sang nhiều nước.

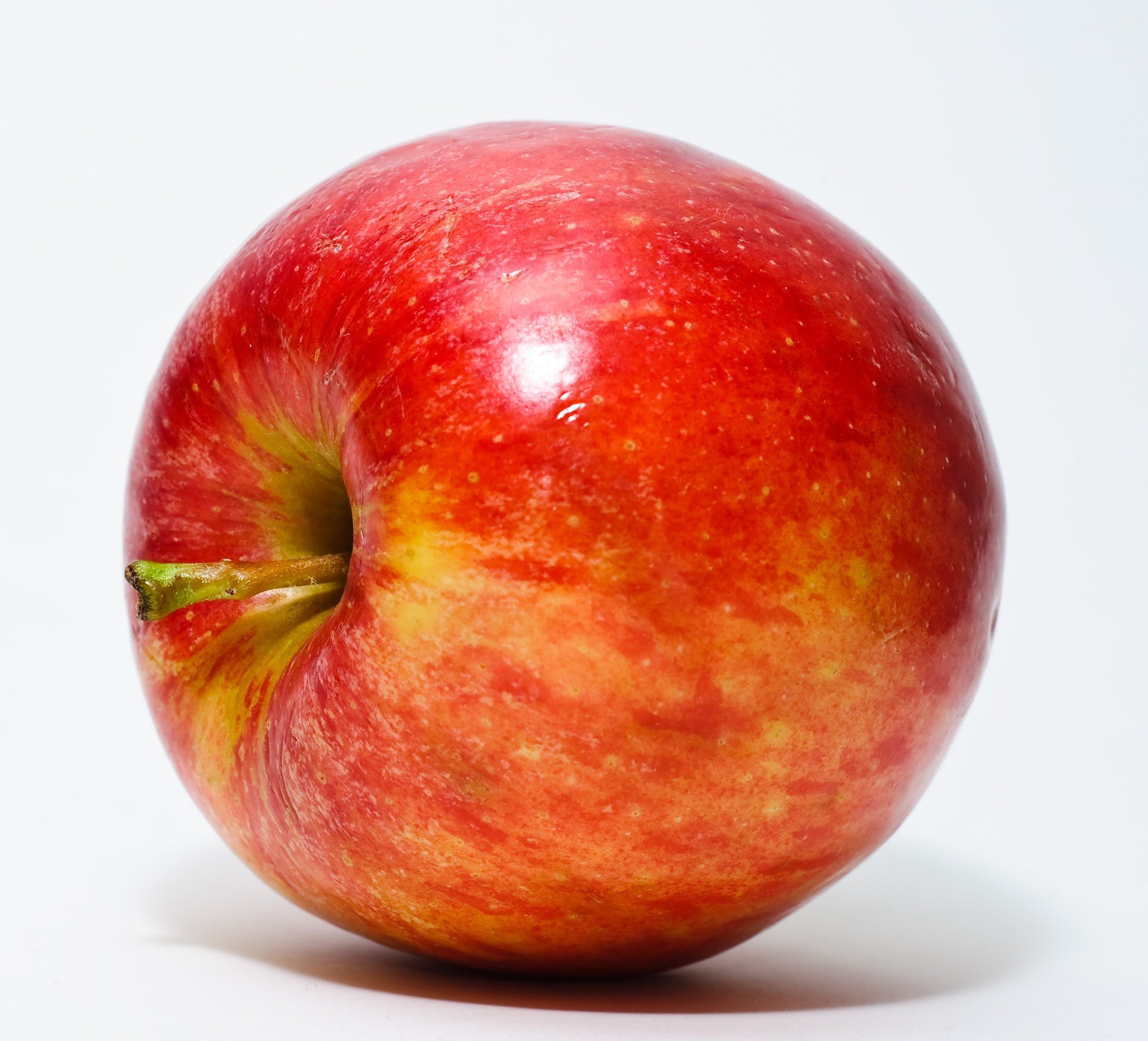
Táo đỏ

Ở Nhật Bản, táo Phú Sĩ tiếp tục là giống táo bán chạy nhất. Người tiêu dùng Nhật Bản thích vị giòn và ngọt ngào của táo Fuji gần như để loại trừ các giống khác và táo nhập khẩu của Nhật Bản. Tại Aomori, quê hương của táo Fuji, là khu vực phát triển táo nổi tiếng nhất của Nhật Bản. Trong số gần 900.000 tấn táo Nhật Bản sản xuất hàng năm, 500.000 tấn đến từ Aomori.
Ở Mỹ, táo Phú Sĩ đứng thứ 4 trong số các loại táo được yêu thích. Giống này được trồng ở các bang Washington, New York và California với sản lượng 135.000 tấn/năm, chỉ đứng sau hai giống Red Delicious và Golden Delicious.
Tại Ấn Độ, những loại táo của Ấn Độ vẫn đang bị thua nặng trên sân nhà so với táo giá rẻ của Trung Quốc, các mặt hàng táo giá rẻ của Trung Quốc tràn ngập thị trường. Táo nhập khẩu từ Trung Quốc hiện đang có mặt tại khắp nơi như Delhi, Mumbai, Chennai Kolkata của Ấn Độ. Giá táo nội địa tại Ấn Độ đang giảm mạnh, thấp hơn tới 4 lần so với trước đây mà nguyên nhân duy nhất của sự mất giá này chính là do sự tràn ngập của các mặt hàng táo giá rẻ Trung Quốc, táo nhập khẩu từ Trung Quốc đang chiếm lĩnh thị trường và khó để táo nội địa cạnh tranh được khi mà táo của Trung Quốc chỉ bán bằng nửa giá táo
Tại Việt Nam, táo Trung Quốc được bày bán tràn ngập, trong đó có cả loại được cho là Hồng Phú Sĩ, tại một số chợ, siêu thị trên địa bàn Hà Nội, táo có xuất xứ từ Trung Quốc được bán khá phổ biến, các loại táo Trung Quốc hiện nay bán phổ biến tại các chợ lớn ở Hà Nội như Trương Định, Long Biên, Đồng Xuân...các tiểu thương tại chợ Long Biên hàng ngày vẫn đón nhận hàng trăm lượt xe tải chở trái cây nhập khẩu từ Trung Quốc qua cửa khẩu chính đổ về cung cấp cho Hà Nội và đổ vào miền Trung và miền Nam để tiêu thụ và phần lớn là theo đường tiểu ngạch. Nhiều tiểu thương đã giả mạo hoa quả Trung Quốc thành nhiều loại hoa quả nhập về từ các nước khác để đánh lừa người tiêu dùng và bán giá đắt. Chẳng hạn như táo Trung Quốc được dán nhãn mác táo Mỹ, lê Trung Quốc được phù phép thành lê Úc, dâu tây Trung Quốc thành dâu tây Đà Lạt, Pháp... việc trái cây ngoài đường nhập khẩu chính thức còn được các thương lái nhập khẩu theo đường tiểu ngạch sau đó được các hộ buôn bán đem về lại dán mác do đó trái cây nhập khẩu từ Trung Quốc với giá rẻ nhưng nếu được dán mác Australia, Mỹ... thì giá sẽ được đẩy lên rất cao.
Tại Miền Nam Việt Nam, mà cụ thể là ở Thành phố Hồ Chí Minh, Hiện táo đỏ Fuji được tiêu thụ rất mạnh tại thành phố này, chỉ tính riêng 4 tháng đầu năm 2012 sản lượng táo đỏ nhập vào thành phố là 4.772 tấn, trong đó có 4.672 tấn có nguồn gốc từ Trung Quốc táo Trung Quốc có mặt khắp nơi, từ chợ đầu mối đến chợ lẻ và cửa hàng, kể cả các quầy bán hàng, sạp bán hàng lề đường. Trái cây Trung Quốc nói chung và mặt hàng táo - chiếm đến gần 50%, ngoài ra, trái cây này không chỉ có mặt tại Thành phố Hồ Chí Minh mà còn tiêu thụ mạnh tại các tỉnh, kể cả vùng trọng điểm trái cây Đồng Bằng Sông Cửu Long Chợ đầu mối Thủ Đức thì mặt hàng này chiếm hơn 40% tổng số trái cây nhập về chợ có nguồn gốc Trung Quốc. Theo đó, mỗi đêm chợ đầu mối Thủ Đức nhận khoảng 60 tấn trái cây nhập ngoại, trong đó trái cây Trung Quốc chiếm phân nửa và táo là loại chiếm số lượng ưu thế. Từ các chợ đầu mối này, hàng được phân phối đi khắp thành phố và các tỉnh Đồng bằng sông Cửu Long. Tại chợ đầu mối nông sản thực phẩm Bình Điền, Quận 8, Thành phố Hồ Chí Minh, hằng đêm có đến 30 tấn trái cây Trung Quốc về chợ, nhiều nhất là táo. Mỗi đêm, hàng chục tấn trái cây Trung Quốc cũng về chợ đầu mối nông sản thực phẩm Hóc Môn - TPHCM.

## An toàn thực phẩm

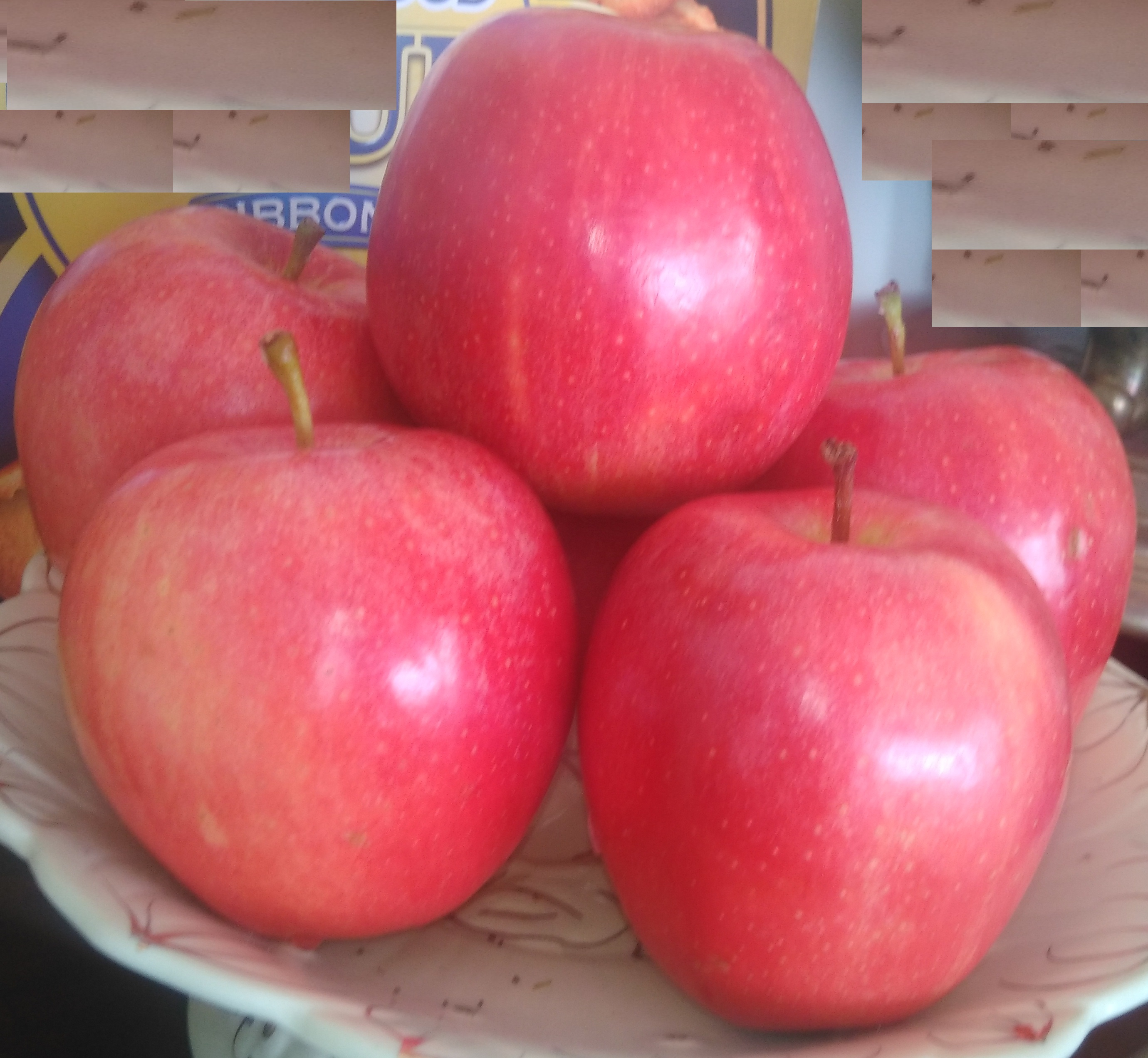
Táo Trung Quốc được tẩm ướp hóa chất bảo quản tại Việt Nam

Trung Quốc xảy ra vụ bê bối về công nghệ sản xuất táo độc hại được phanh phui, Những quả táo đỏ, thơm ngon nổi tiếng ở Yên Đài, Sơn Đông được bọc trong túi chứa chất bột độc hại ngay từ trên cây những quả táo trông đẹp mắt, thơm ngon lại gây hại cho sức khỏe của người tiêu dùng, bởi chúng được bọc trong những túi không được kiểm dịch, chứa một loại bột độc hại, các túi đó chứa thiram (một loại diệt nấm nguy hiểm, bị cấm) và melarsoprol (hợp chất thạch tín hữu cơ độc hại) đặc biệt những lại táo này sẽ trở nên cực kỳ độc hại khi ăn cả vỏ do công nghệ bọc táo từ khi còn non ở trên cây đến khi thu hoạch ở Trung Quốc. Tại Việt Nam có ghi nhận 01 ca tử vong do ăn táo Trung Quốc dẫn đến chết vì ngộ độc thực phẩm. Thông tin này đã ảnh hưởng đến Việt Nam vì là nước nhập khẩu nhiều táo Fuji từ Trung Quốc.
Tuy rằng, công nghệ bọc kín quả khi quả còn non ở trên cây để tránh sâu bệnh (bằng màng phủ trên bề mặt, bằng các loại chất dẻo) là một trong những công nghệ bảo quản hoa quả tiên tiến hiện nay. Tuy nhiên, công nghệ bảo quản này sẽ không gây độc hại cho người nếu được nghiên cứu và kiểm duyệt quy trình chặt chẽ. Có những thuốc bảo vệ thực vật được các cơ quan chức năng cho phép, khi sử dụng đúng liều lượng và không ngấm sâu vào quả mà chỉ bảo vệ bề ngoài, trước khi ăn ngâm rửa và gọt vỏ thì sẽ không độc Qua vụ việc này, nhiều người Việt Nam gọi táo Trung Quốc là táo độc với câu cửa miệng đẹp mà độc, người dân Hà Nội sau khi biết thông tin này đã không mấy mặn mà với táo Trung Quốc, nhất là từ khi có thông tin về loại táo "cực đẹp cực độc" thông tin loại táo này trồng bằng công nghệ bọc túi tẩm thuốc sâu độc hại khiến nhiều người tiêu dùng lo ngại không tiêu thụ mà táo Trung Quốc chỉ sử dụng để bày mâm ngũ quả.
Tuy nhiên vẫn còn một số quan điểm cho rằng Chất độc trong táo Trung Quốc ở ngưỡng an toàn, theo Cục trưởng Cục Bảo vệ thực vật thì 40 mẫu táo Trung Quốc lấy tại các chợ đầu mối trên thị trường Hà Nội và Thành phố Hồ Chí Minh, được 2 trung tâm kiểm nghiệm phân tích đều trong ngưỡng an toàn. kết quả phân tích các mẫu táo đã phát hiện một số mẫu táo có chứa hóa chất độc hại thiram với hàm lượng 0,08 ppm, thấp hơn 100 lần so với ngưỡng cho phép là 2 ppm. Bên cạnh đó, 15 mẫu phát hiện có hóa chất aren ở mức từ 0,02 - 0,11 ppm cũng nằm trong ngưỡng cho phép (dư lượng tối đa được phép là 1 ppm). Một kết quả khác của Chi cục Bảo vệ thực vật Thành phố Hồ Chí Minh đã thành lập đoàn kiểm tra đột xuất lấy 28 mẫu táo được nhập khẩu từ Trung Quốc đang có mặt trên thị trường gửi kiểm tra hai hóa chất là Thiram và hóa chất Arsen (As). Kết quả kiểm nghiệm cho thấy không có sự hiện diện của Arsen, chỉ có một mẫu táo phát hiện có hoạt chất Thiram với hàm lượng thấp (thấp hơn nhiều so với mức cho phép). Thiram có trong danh mục thuốc BVTV được phép sử dụng tại VN (số thứ tự: 445, mã hồ sơ: 3808.20) được đăng ký với tên thương mại Pro-Thiram 80WP, 80WG để phòng trị bệnh đốm lá/phong lan và bệnh thán thư/xoài.

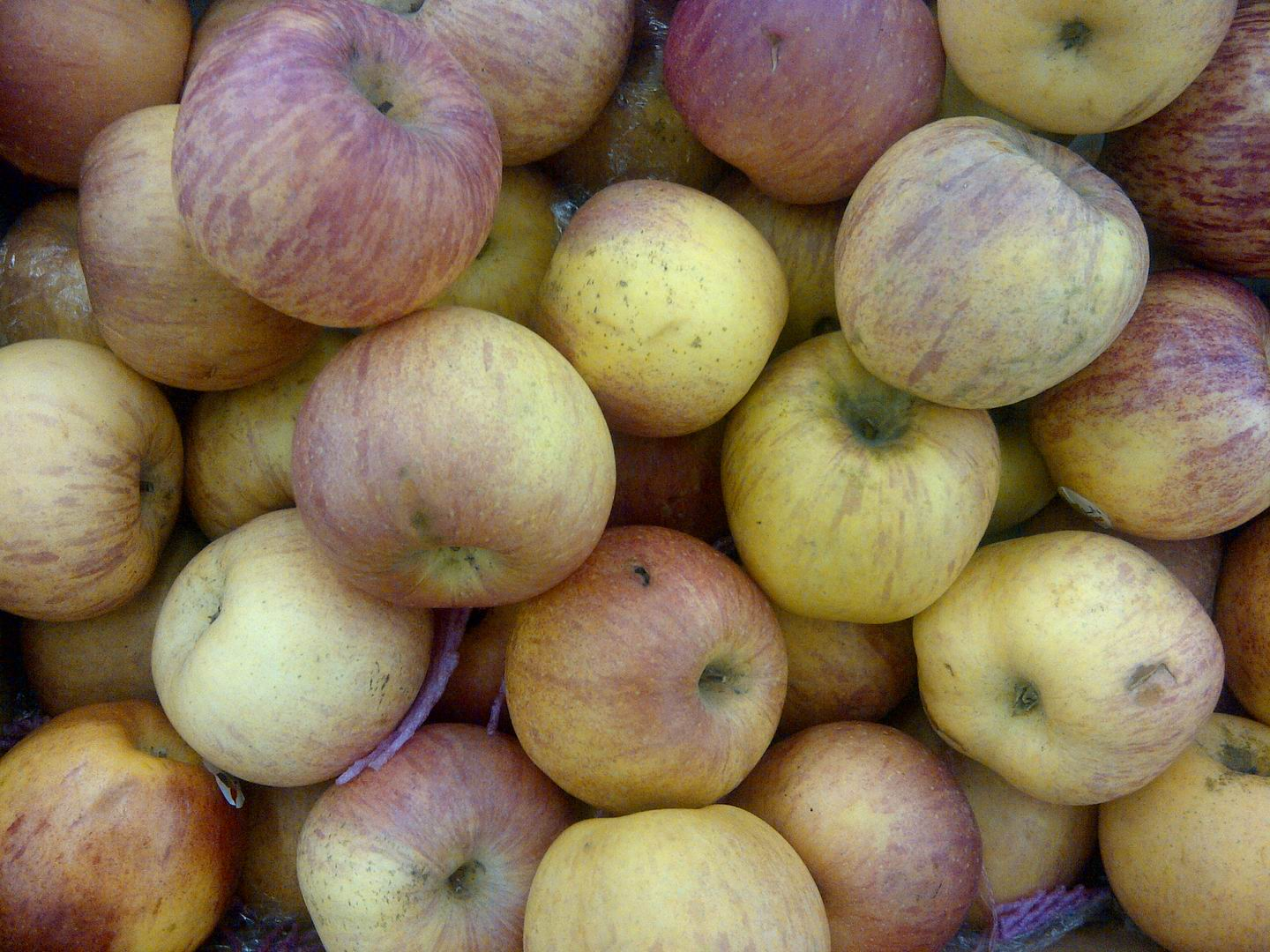
Táo Trung Quốc đang được bày bán

Ngoài ra, với việc bảo quản táo bằng sáp nến sẽ rất nguy hiểm cho người tiêu dùng, ngoài việc giúp cho trái táo có mã đẹp, tươi sáng và láng mượt việc bôi sáp nên còn giúp táo bảo quản được lâu hơn. Một số chuyên gia dinh dưỡng Trung Quốc cho rằng vỏ táo có nhiều chất dinh dưỡng hơn thịt quả táo. Hầu hết những trái táo phủ sáp nến công nghiệp là trái to, mọng, đẹp mã và được đóng gói để xuất khẩu hoặc đưa vào siêu thị bán với giá cao hơn gấp rưỡi hoặc gấp đôi giá táo bình thường. những trái táo được bảo quản bằng sáp nến công nghiệp như vậy có thể để cả nửa năm mà không bị hư thối.
Bên cạnh đó, ở Việt Nam còn phát hiện vi khuẩn tiêu chảy trong táo Trung Quốc các chợ tại Minh Hóa, Quảng Bình. Táo Trung Quốc có phản ứng dương tính với khuẩn E.coli (loại vi khuẩn đường ruột gây bệnh tiêu chảy cấp) và vi khuẩn Shigella (gây nên bệnh lỵ trực trùng ở trẻ em). Trung tâm Y tế dự phòng huyện Minh Hóa (Quảng Bình) khi xét nghiệm mẫu phẩm trên hoa quả tại các quầy hoa quả ở chợ thị trấn Quy Đạt (Minh Hóa), đã phát hiện trong loại táo Trung Quốc có phản ứng dương tính với khuẩn E.coli (loại vi khuẩn đường ruột gây bệnh tiêu chảy cấp) và vi khuẩn Shigella (gây nên bệnh lỵ trực trùng ở trẻ em), tại chợ Quy Đạt, táo Trung Quốc được bày bán và tiêu thụ với số lượng lớn.